# Loc de muncă fictiv
O loc de muncă fictiv (în engleză no-show job) este un loc de muncă plătit care aparent solicită titularului să îndeplinească anumite sarcini, dar la care acesta nu lucrează și nici măcar nu se prezintă. Acordarea de locuri de muncă fictive reprezintă o formă de corupție politică sau corporativă⁠(d).

## Corupție și crimă organizată
Conform unui articol al New York Times: „Locurile de muncă fictive joacă de mult timp un rol central în analele crimei⁠(d) și corupției din New York, punând la dispoziție un mod eficient pentru politicienii corupți, membrii sindicatelor, gangsteri și tot felul de infractori să ofere mite prietenilor, membrilor familiei, partenerilor de afaceri și chiar lor înșiși”. Philip Carlo⁠(d) scrie în biografia sa despre Anthony „Gaspipe” Casso⁠(d) că locurile de muncă fictive sunt „o schemă clasică a mafiei” și că astfel de poziții erau foarte apreciate în rândul gangsterilor. Un raport din 2012 al Waterfront Commission din New York Harbour⁠(d) a constatat că „locurile de muncă fictive deținute de rudele mafioților și a altor persoane cu influență continuă să creeze probleme pentru guvernanții care încearcă să crească productivitatea și competitivitatea porturilor”.
În trecut, locurile de muncă fictive reprezentau o parte a corupției din Boston și Chicago.

## Fraudă corporativă
În lumea corporațiilor, angajații „fictivi” — numiți și angajați fantomă — au de obicei o relație de familie sau personală cu un manager sau supraveghetor. În lumea corporativă, aceasta este considerată o formă de frauda salarială⁠(d). Examinările profesionale a fraudelor încearcă să detecteze astfel de practici. 